# Kościół Świętego Krzyża w Toruniu
Kościół Świętego Krzyża w Toruniu – nieistniejący kościół gotycki znajdujący się na Chełmińskim Przedmieściu w Toruniu, zbudowany w XIV wieku. Sąsiadował z klasztorem benedyktynek i również nieistniejącym kościołem św. Wawrzyńca.
Niewiele wiadomo o historii kościoła. Według różnych źródeł świątynię zbudowano w pierwszej lub drugiej połowie XIV wieku. W 1391 roku kościół i klasztor spłonęły. W następnych latach oba budynki odbudowano. Kościół ponownie konsekrowano w 1410 lub w 1419 roku. Sześć lat później świątynia przeszła na własność miasta. Prawdopodobnie około XVI wieku został zniszczony. Fragmenty jego trójbocznego zamkniętego prezbiterium odnaleziono w 1987 roku podczas kopania rowów pod ciepłociąg.
Do okresu międzywojennego był mylony z kościołem św. Wawrzyńca.